# اسکار گروسهایم
اسکار گروسهایم (انگلیسی: Oscar Grossheim; ۳ آوریل ۱۸۶۲ – ۲ نوامبر ۱۹۵۴) یک عکاس آمریکایی بود که به خاطر پرتره و عکس‌های مستندش از صنعت دکمه‌های مروارید، نمایشگاه‌های فروشگاه‌ها و زندگی محلی در امتداد دره بالایی رود می‌سی‌سی‌پی شهرت داشت.

## زندگی‌نامه
اسکار گروسهایم در ۳ آوریل ۱۸۶۲ در ماسکتین، آیووا به دنیا آمد. والدین او، تئودور و برتا گروسهایم، همراه با پسر ارشدشان، الکساندر، در سال ۱۸۶۰ از برلین، پادشاهی پروس به مسکاتین مهاجرت کردند.
در ۱۶ اکتبر ۱۸۸۴، گروسهایم با همسر اول خود، آنا مک کارت ازدواج کرد. پس از مرگ او، اسکار در ۸ ژوئن ۱۸۹۲ با برتا اوبرمن از مسکاتین ازدواج کرد. گروسهایم دو دختر و یک پسر داشت که در کودکی درگذشت.

## حرفه
گروسهایم به عنوان یک پسر جوان، نزد یک عکاس محلی به نام جی.جی. ایوانز که از فرآیند کلودیون صفحه مرطوب برای تولید نگاتیوهای صفحه عکاسی استفاده می‌کرد، شروع به کار کرد.
در سال ۱۸۸۷، اسکار به همراه برادر بزرگترش الکساندر، استودیوی برلین را افتتاح کرد، یک استودیوی عکاسی، واقع در خیابان دوم شرقی ۱۱۷-۱۱۹ در ماسکتین، آیووا. در سال ۱۸۹۲، برادران راه خود را از هم جدا کردند و اسکار استودیوی خود را در خیابان 2nd شرقی ۳۰۹ افتتاح کرد، که تا سال ۱۸۹۸ در آنجا کار کرد. در همان سال، او ساختمان دائمی استودیو خود را در خیابان ۳۱۷ E. 2nd. ساخت و تا مه ۱۹۵۴ زمان بازنشستگی در آنجا ماند.
مجموعه آثار گروسهایم، که از حدود ۵۵۰۰۰ نگاتیو صفحه عکاسی تشکیل شده است، توسط کتابخانه عمومی موسر در ماسکتین، آی‌ای. نگهداری می‌شود. این کتابخانه بیش از ۴۰۰۰ تصویر را دیجیتالی کرده و به صورت آنلاین در دسترس قرار داده است که می‌توان آنها را در آرشیو تصاویر دیجیتال دره می‌سی‌سی‌پی مشاهده کرد.
موضوع کار گروسهایم شامل جلسات استودیو پرتره فردی، عکس‌های گروهی، مستندات صنعت دکمه مروارید منطقه، و نمایش ویترین فروشگاه است.
بر اساس مقاله‌ای در مجله ماسکتین، گروسهایم با جرج ایستمن از شرکت ایستمن کداک در یک گردهمایی اعضای انجمن عکاسان آمریکا (که بعداً به عکاسان حرفه‌ای آمریکا تغییر یافت) در دهه ۱۸۸۰ در مینیاپولیس ملاقات کرد. در ادامه مقاله آمده است که آقای گروسهایم و آقای ایستمن در مورد نمونه اولیه دوربین قابل حمل صحبت کردند و آنها از یکدیگر در محل کار خود بازدید کردند.